# Pachylocerus crassicornis
Pachylocerus crassicornis es una especie de escarabajo longicornio del género Pachylocerus, tribu Pseudolepturini, orden Coleoptera. Fue descrita científicamente por Olivier en 1795.
El período de vuelo ocurre durante el mes de agosto.

## Descripción
Mide 17-25 milímetros de longitud.

## Distribución
Se distribuye por India y Sri Lanka.